# План Доза

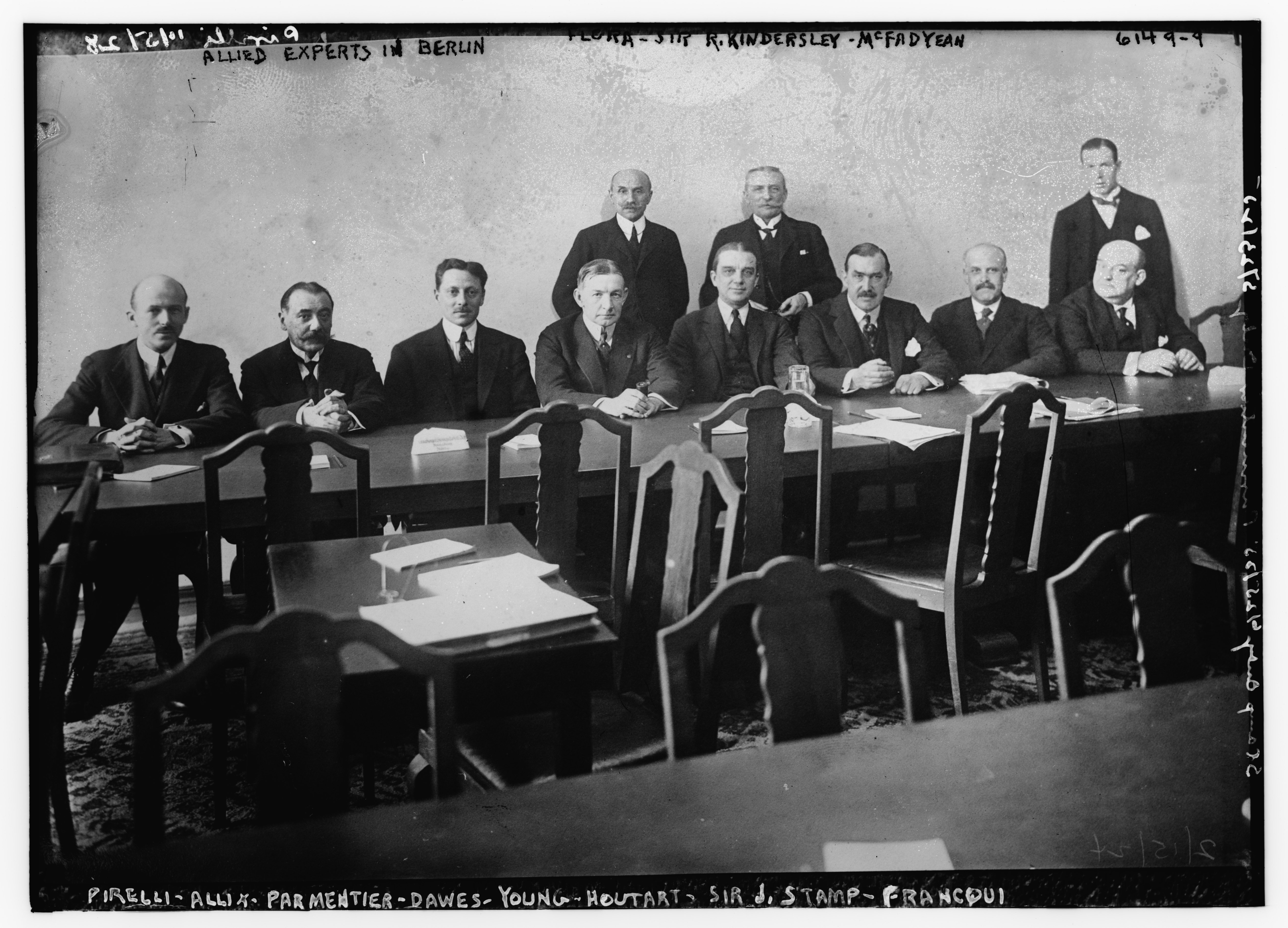
Комітет Доза в Берліні. Доз сидить четвертий зліва. Ліворуч від нього Оуен Янг, від імені якого в 1929 отримав свою назву План Янга.

План Доза, також план Дауеса — план економічного оздоровлення Німецькоï Держави після Першої світової війни.
У квітні 1924 р. американським банкіром Чарлзом Дозом і британським міністром закордонних справ Джозефом Остіном Чемберленом було розроблено план економічного оздоровлення Німецької Держави, названий «планом Доза». У серпні того ж року його затвердила Лондонська міжнародна конференція.
План складався з трьох частин і мав на меті забезпечити сплату Німецькою Державою репарацій відновленням її господарства. Для цього, насамперед, потрібно було зміцнити німецьку марку і забезпечити виконання країною бюджету.

## Умови «плану Доза»

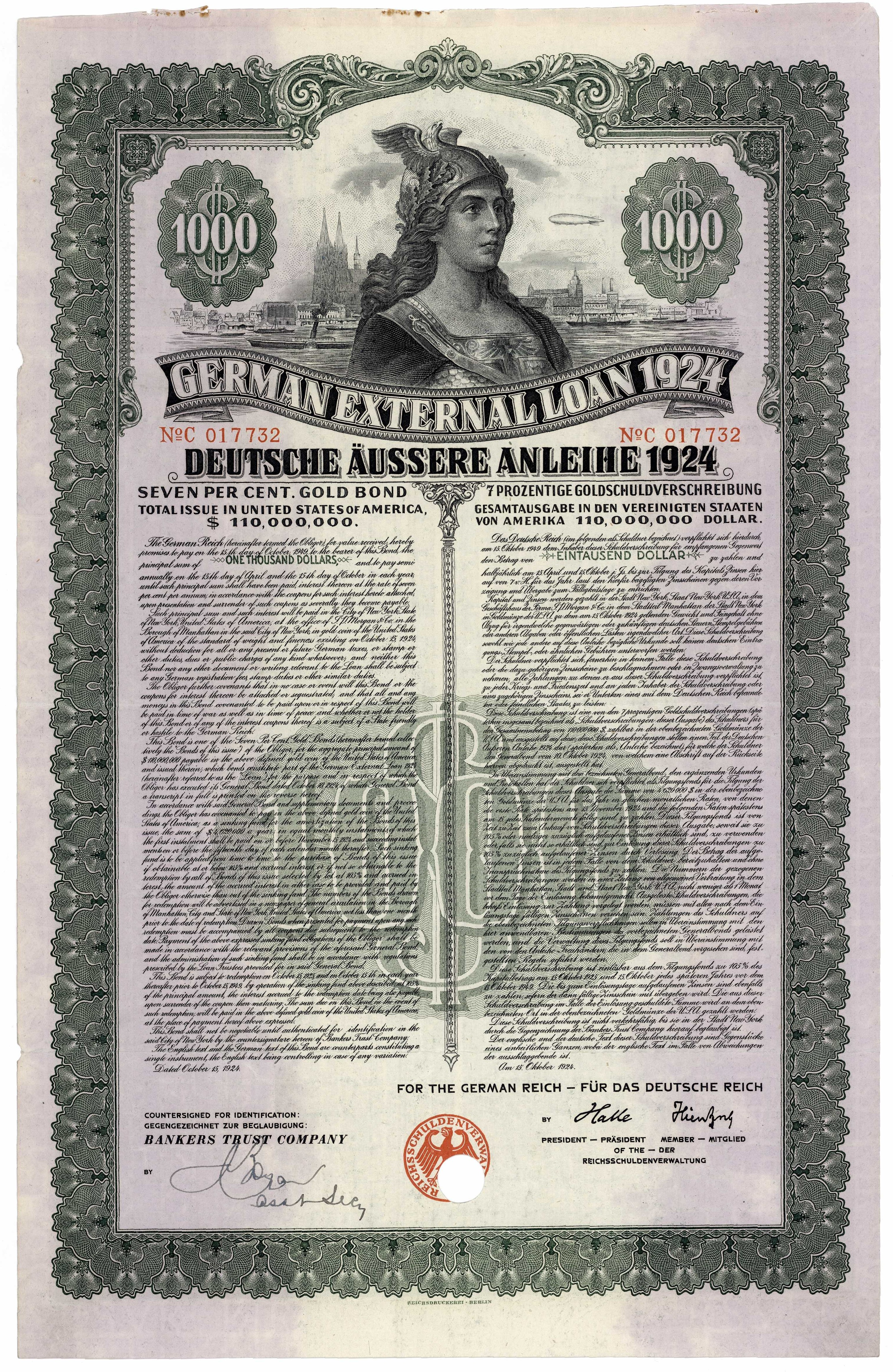
Німецька зовнішня позика, видана 15 жовтня 1924

- Скорочення можливостей для Французької республіки здійснювати санкції проти Німецької Держави
- Союзники виводять окупаційні війська з Руру
- Німецька Держава щорічно сплачує певну суму репарацій (починаючи з 1 млрд марок за рік та збільшуючи до 2,5 млрд марок за рік у термін чотири роки)
- Німецький державний банк має бути реорганізованим під проводом союзників
- У джерела покриття репарацій мають бути включені прибутки держави за рахунок акцизних, митних та транспортних податків
- США надають Німецькій Державі значні позики (близько 800 млн марок).

## Виконання плану і наслідки
Через прийняття плану Доза, між Французькою республікою і Бельгією з одного боку, і Німеччиною — з другого, було підписано угоду про припинення окупації Рурського басейну і виведення звідти французьких і бельгійських військ.
План Доза діяв до 1929 року. Він відрегулював репараційні платежі, сприяв ввозу іноземного капіталу в Німеччину. До вересня 1930 р. сума іноземних (головним чином американських) капіталовкладень в Німецькій Державі склала 26-27 млрд марок, а загальна сума німецьких репараційних платежів за той же період — дещо більше 10 млрд марок. Ці капітали сприяли відновленню промислового виробництва, яке вже 1927 року досягло передвоєнного рівня. Частка Німецької Держави у світовому експорті збільшилася з 5,73% у 1924 р. до 9,79% у 1929 р.
План Доза знаменував зупинення дискримінації Німецької Держави в європейській політиці. Внаслідок виконання плану Доза США отримали великі прибутки у вигляді відсотків від позик і дивідендів від прямих інвестицій у промисловість.

## Цікаві факти
Чарльз Доз отримав Нобелівську премію миру 1925 року.